# 골설어
골설어(骨舌魚) 또는 아로와나(Arowana)는 골설어과(학명: Osteoglossidae)에 속하는 민물 조기어류의 총칭이다.최대 3~4미터까지 자라며 몸은 길쭉하고, 크고 무거운 비늘이 몸을 덮고 있다. 여러종은 크기와 아름다움 때문에 수족관에 흔히 길러지는 물고기이기도 하지만, 자연종은 관상용으로 남획되어 멸종위기에 처해있는 상황이다. 아로와나의 주요 종류엔 실버 아로와나, 아시안 아로와나, 호주 아로와나 등이 있다.

## 서식지
남아메리카, 오스트레일리아, 동남아시아에 서식한다. 아시아 아로와나에는 여러 색이 있으며, 이를 표현형 변이라고 한다. 보통 아시아 아로와나는 한 종인데 이들이 표현형 변이를 나타낸다고 알려져 있으나, 프랑스 몽펠리아 대학교의 어류학자 '포야우드(Laurent Pouyaud)'는 2003년 논문에서 이들 표현형 변이들은 각각 종이 다르다고 주장하였다

## 수명
인간에 의해 보호받는 환경에서는 상당히 오래 살 수 있으며, 최대 20년까지 사는 경우도 있다. 

## 생활
무리 생활을 하는 경우가 드물며, 특히 번식기가 아닐 때는 독립적으로 활동하는 경향이 있다. 

## 하위 속
- 골설어속 또는 아로와나속 (Osteoglossum)
  - 실버아로와나 (Osteoglossum bicirrhosum) (Cuvier, 1829)
  - 블랙아로와나 (Osteoglossum ferreirai) Kanazawa, 1966
- † 파레오두스속 (Phareodus)
- 스클레로파게스속 (Scleropages)
  - Scleropages leichardti Günther, 1864
  - 아시아아로와나 (Scleropages formosus) (Müller & Schlegel, 1844)
  - Scleropages macrocephalus Pouyaud, Sudarto & Teugels, 2003
  - Scleropages aureus Pouyaud, Sudarto & Teugels, 2003
  - 남방새러토가 (Scleropages legendrei) Pouyaud, Sudarto & Teugels, 2003
  - 만새러토가 (Scleropages jardinii) (Saville-Kent, 1892)
  - 미얀마아로와나 (Scleropages inscriptus) Roberts, 2012
- 피라루쿠속 (Arapaima)
  - 피라루쿠 (Arapaima gigas) (Schinz, 1822)
  - Arapima arapima (Valenciennes, 1847)
  - Arapaima agassizii (Valenciennes, 1847)
  - Arapaima mapae (Valenciennes, 1847)
  - Arapaima leptosoma (Stewart, 2013)
- 헤테로티스속 (Heterotis)
  - Heterotis niloticus (Cuvier, 1829)